# ولاية كيريتارو
كيريتارو (بالإسبانية: Querétaro)، واسمها رسميا ولاية كيريتارو دي أرتياغا الحرة وذات السيادة (بالإسبانية: Estado Libre y Soberano de Querétaro de Arteaga)، هي إحدى ولايات المكسيك الواحدة والثلاثين. وهي مقسمة إلى 18 بلدية. عاصمتها هي مدينة كيريتارو.
تقع الولاية في شمال وسط المكسيك، في المنطقة المعروفة باسم باخيو. وتحدها ولايات سان لويس بوتوسي إلى الشمال، غواناخواتو إلى الغرب، هيدالغو إلى الشرق، ولاية مكسيكو إلى الجنوب الشرقي وميتشواكان إلى الجنوب الغربي.
كيريتارو هي إحدى أصغر ولايات المكسيك، ولكنها أيضا إحدى أكثر الولايات تباينا في الجغرافيا،  حيث تتفاوت البيئة من الصحاري إلى الغابات الاستوائية المطيرة، وخاصة في سييرا بلانكا، وهي تزخر بالحياة البرية. وهي تقع على الحافة الشمالية من منطقة وسط أمريكا، حيث تصارعت إمبراطوريتا بوريبيتشا والأزتيك على أقصى جنوب المنطقة، ولكنها لم تتمكن من بسط سيطرتها عليها. احتوت المنطقة على عدد من المدن الدول في زمن وصول الإسبان، خصوصا في جبال سييرا بلانكا، ولكنها هجرت جميعها، وبقيت قرى زراعية صغيرة وقبائل هندية تقطن المنطقة. ركّز الغزو الاسباني على إنشاء سانتياغو دي كيريتارو، التي لا تزال تهيمن على الولاية ثقافيا واقتصاديا وتربويا.

## أعلام
- خوسيه أغوستين موراليس
- خوسيه لويس أغيليرا ريكو
- دانيال هرنانديز تريجو
- بياتريس ورسلي
- أري روميرو
- أليخاندرو ألونسو